# Lukomalské jezero
Lukomalské jezero (bělorusky Лукомальскае возера, rusky Лукомльское озеро) je jezero v Bělorusku. Je čtvrté největší v zemi. Nachází se v Čašnikském okrese ve Vitebské oblasti. Po Narači, Asvějském a Červeném jezeru je čtvrté největší jezero, které celé leží v Bělorusku. Má rozlohu 37,7 km². Dosahuje maximální hloubky 11,5 m. Leží v nadmořské výšce 165,1 m.

## Pobřeží
Délka pobřeží je 36,4 km. Je málo členité, jen na jihu jsou dvě větší zátoky.

## Ostrovy
V severozápadní části jezera se nachází pět ostrovů o celkové rozloze 0,07 km².

## Vodní režim
Povodí má velikost 179 km². Jezero se nachází v povodí řeky Ully, se kterou bylo do roku 1969 spojeno řekou Lukomkou.

## Fauna
V jezeře žije 20 druhů ryb. Nejvýznamnější jsou candáti, štiky, okouni, plotice, sumci, úhoři, tolstolobici, oukleje.

## Využití
Od roku 1969 slouží jako ochlazující vodní nádrž pro Lukomalskou elektrárnu.